# Тондабаяси
Тондабаяси (яп. 富田林市 Тондабаяси-си) — город в Японии, находящийся в префектуре Осака. Площадь города составляет 39,66 км², население — 115 668 человек (1 августа 2014), плотность населения — 2916,49 чел./км².

## Географическое положение
Город расположен на острове Хонсю в префектуре Осака региона Кинки. С ним граничат города Сакаи, Хабикино, Каватинагано, Осакасаяма, посёлки Тайси, Канан и село Тихаяакасака.

## Население
Население города составляет 115 668 человек (1 августа 2014), а плотность — 2916,49 чел./км². Изменение численности населения с 1980 по 2005 годы:
| 1980 | 97 495 чел.  |  |
| 1985 | 102 619 чел. |  |
| 1990 | 110 447 чел. |  |
| 1995 | 121 690 чел. |  |
| 2000 | 126 558 чел. |  |
| 2005 | 123 837 чел. |  |

## Символика
Деревом города считается камфорное дерево, цветком — рододендрон.